# مراد اليعقوبي
مراد اليعقوبي ولد في 9 سبتمبر 1963، مؤرخ وأستاذ جامعي تونسي. والكاتب العام لجمعية انصار فلسطين.

## مساره العلمي
بعد تعليمه الثانوي التحق بدار المعلمين العليا بسوسة حيث أحرز على الأستاذية في التاريخ عام 1987، ثم التحق بكلية العلوم الإنسانية والاجتماعية بتونس حيث أحرز على شهادة الكفاءة في البحث عام 1990، ثم على التبريز عام 1995. أعد بعد ذلك أطروحة الدكتوراه في التاريخ وناقشها عام 2002 وكان موضوعها: القبائل العربية الشمالية وعلاقتها بدولة المدينة في عهد الرسول صلى الله عليه وسلم.

## في المهنة
يدرس مراد اليعقوبي مادة التاريخ الإسلامي في كلية العلوم الإنسانية والاجتماعية بتونس.

## البحوث العلمية
صدرت لمراد اليعقوبي مجموعة من البحوث العلمية: 
- القبيلة ودولة المدينة في عهد الرسول صلى الله عليه وسلم، منشورات كلية العلوم الإنسانية والاجتماعية بتونس 2009، 503 ص.
- قبيلة تميم خلال القرن الأول هجري (شهادة كفاءة).
- إقرارالقبائل الأفريقية وإدخالها في الأنظمة البلدية خلال السيطرة الرومانية على أفريقية (شهادة تعمق، س1) باللغة الفرنسية.

## مواضيع ذات صلة
- كلية العلوم الإنسانية والاجتماعية بتونس

## روابط خارجية
- حوار مع مراد اليعقوبي تشكيل الحكومة التونسية الجديدة, موقع قناة الجزيرة, 10/3/2013